# Reykjarfjarðarfjall
Reykjarfjarðarfjall är ett berg i republiken Island. Det ligger i regionen Västfjordarna, 200 km norr om huvudstaden Reykjavík. Toppen på Reykjarfjarðarfjall är 508 meter över havet.
Trakten runt Reykjarfjarðarfjall är nära nog obefolkad, med mindre än två invånare per kvadratkilometer. Trakten runt Reykjarfjarðarfjall består i huvudsak av gräsmarker.